# 후쿠이역 (도치기현)
후쿠이역(일본어: 福居駅)은 일본 도치기현 아시카가시에 있는 역이다. 역 번호는 TI 13이다.

## 역사
- 1907년 8월 27일: 영업 개시.
- 2007년 1월 21일: 파크 앤드 라이드 서비스 개시.
- 2012년 3월 17일: 역 번호 도입.
- 2015년 9월 중순: 2016년 1월 말 완공 예정으로 역사 개축 공사.
- 2016년 3월 31일: 신역사 공용 개시.

## 역 구조
단선 승강장 2면 2선의 지상역이다. 역사는 이세사키 승강장 측에 있고, 아사쿠사 방향 승강장과는 과선교에서 연결된다. 과거, 아사쿠사 방향 승강장은 대피선이 있는 섬식 승강장이었으나 1970년대 과선교를 설치할 때, 상행선을 바깥쪽으로 이동했다.
화장실은 이세사키 방향 승강장에 설치되어 있다.
역 영업 시간은 첫 차부터 21시까지다.

### 타는 곳
| 번호 | 노선        | 방향 | 행선                                                                             |
| ---- | ----------- | ---- | -------------------------------------------------------------------------------- |
| 1    | 이세사키 선 | 하행 | 아시카가시・오타 방면                                                            |
| 2    | 이세사키 선 | 상행 | 다테바야시・구키・ 도부 스카이트리 라인 기타센주・도쿄 스카이트리・아사쿠사 방면 |

## 역 주변
- 국도 제50호선
- 옛 메이지 방적(현 토치 샌드)공장의 붉은 벽돌 건물(국가 등록 유형 문화재)
- 아시카가 시립 교와 중학교
- 아시카가 시립 미쿠리야 초등학교
- 아시카가 시 미쿠리야 공민관
- 아시카가 시 하남 소방서
- 고용 촉진 주택 후쿠이 숙소
- 호로와 신사
- 후쿠이 우체국
- 야기 숙소 - 야기부시의 발상지.

## 사진

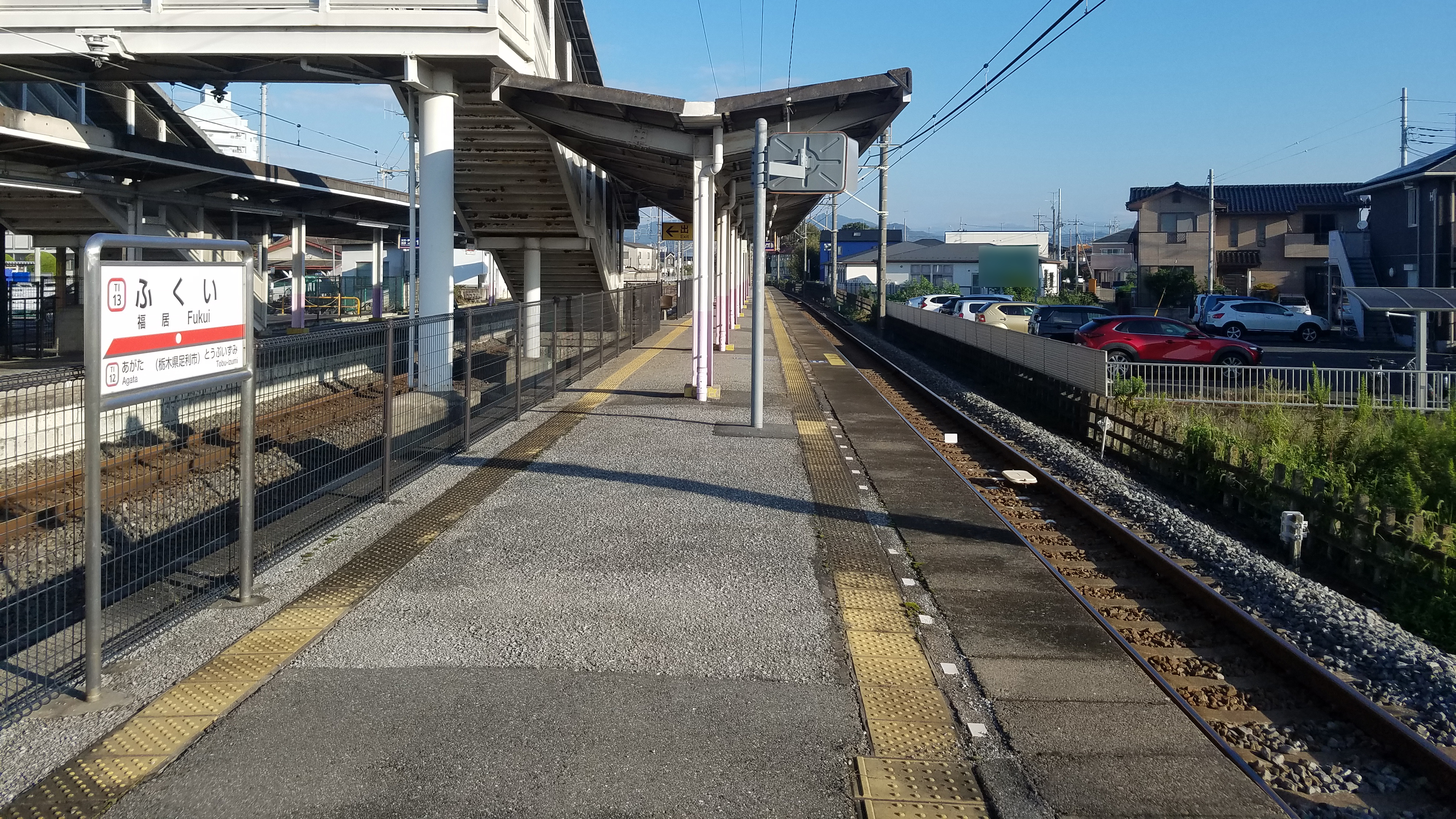
2번 승강장(2021년 9월)
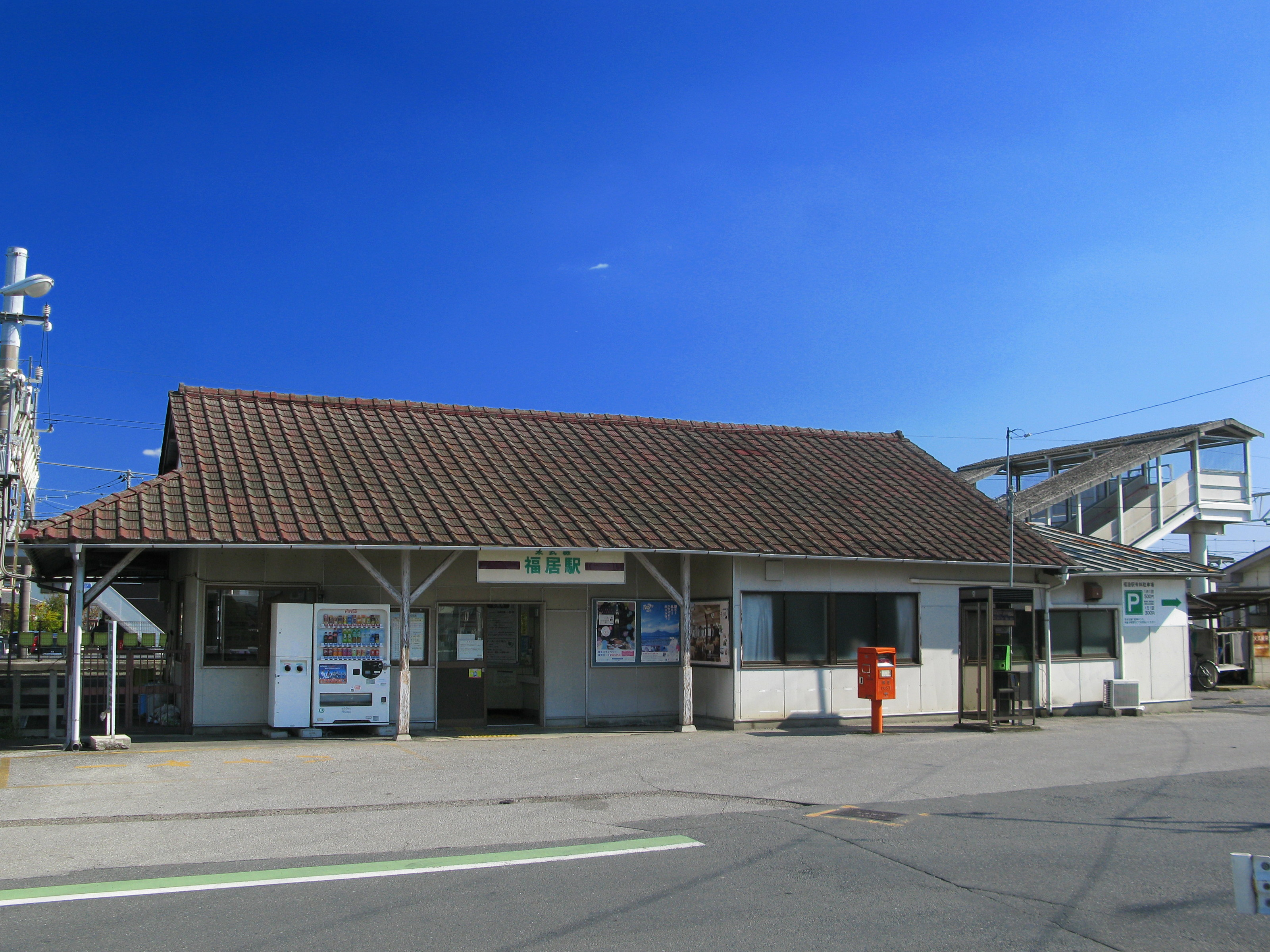
옛 역사(2012년 11월)

## 인접역
| 도부 철도 이세사키 선        | 도부 철도 이세사키 선          | 도부 철도 이세사키 선           |
| ---------------------------- | ------------------------------ | ------------------------------- |
| TI 12 아가타 다테바야시 방면 | ■ 구간 급행 ■ 구간 준급 ■ 보통 | 도부 이즈미 TI 14 이세사키 방면 |